# Wadym Kuryłenko
Wadym Wasylowycz Kuryłenko (ukr. Вадим Васильович Куриленко; ur. 2 kwietnia 2002) – ukraiński zapaśnik walczący w stylu wolnym.
Zajął dziewiętnaste miejsce na mistrzostwach Europy w 2024. Trzeci na MŚ U-23 w 2022 roku.